# 川瀬勇
川瀬 勇（かわせ いさむ、1908年 - 1999年8月24日、QSO）は、日本の農学者（農学博士）。Dip.C.A.C(N.Z.)、キリスト教新教徒。日本人初のニュージーランドの大学留学生及び卒業者であり、日本人初のニュージーランドQ.S.O勲章受勲者でもある。

## 来歴
兵庫県西宮市生まれ。大阪府立北野中学校卒業、慶應義塾大学中退。
1931年、ニュージーランド大学農学部カンタベリー農科大学（現・リンカーン大学）入学、1934年同校卒業。当初は羊の研究を行っていたがその後、研究対象は乳製品、牧草へと移る。牧草の研究で世界各地を訪れた経験から民族学への造詣も深い。1957年に北海道大学で農学博士の学位を取得。論文の題は「マメ科牧草による野草地の改良 」。 
日本草地農業の先達として、日本草地農学会の樹立に参画する。日本ニュージーランド協会創立者の一人で、同名誉副会長、同関西協会会長を務める。
岐阜大学、名古屋大学、岡山大学、大阪府立大学にて講義（非常勤講師）する。
農林省草地審議委員（2回）、兵庫県農業審議委員（2回）、兵庫県および大阪府畜産コンサルタントを歴任。川瀬牧草農業研究所を主宰。兵庫県功労賞、日本草地学会賞、外務大臣表彰などを受賞。
1999年8月にクライストチャーチで死去。

## 著書
- 『ニュージーランドの素顔: その魅力と喜悦・平安を求めて』、山手書房新社
- 『箸とフォーク: 東西文化比較論』、山手書房新社および広済堂出版
- 『日本民族秘史: マオリとユダヤ人の血は日本人に流れている』、山手書房新社・科学情報社
- 『ニュー・ジーランド: 南の理想郷』、川瀬コーポレーション
- 『ニュージーランドに魅せられて』、日本ニュージーランド協会（関西）ｋｙ